# 富加村立富加中学校
富加村立富加中学校（とみかそんりつ とみかちゅうがっこう）は、かつて岐阜県加茂郡富加村にあった公立中学校。

## 概要
- 富加村唯一の中学校であり、校区は富加村全域であった。1969年、美濃加茂市の北中学校と統合し、双葉中学校の新設により廃校。

## 沿革
- 1947年（昭和22年）
  - 4月1日 - 加茂郡富田村、加治田村、加茂野村、伊深村で学校組合を結成し、富田村に仮称富田中学校[注釈 2]。として開校。校舎不足のため、富田村の1・2年の生徒は富田小学校で授業を受ける。
  - 9月8日 - 加茂野村、及び伊深村が学校組合から離脱し、独自に加茂野中学校、伊深中学校を設置する。これにより富田村と加治田村の学校組合の中学校となり、富田・加治田村組合立富加中学校に改称する。
- 1948年（昭和23年）8月12日 - 校舎を増築。全生徒が富加中学校への通学となる。
- 1949年（昭和24年）
  - 10月1日 - 富岡村が分割され、大平賀地区が富田村に編入される。
  - 10月5日 - 大平賀地区の生徒が富加中学校へ転入する。
- 1951年（昭和26年）4月 - 校舎を増築する。
- 1954年（昭和29年）7月1日 - 富田村と加治田村が合併し、富加村が発足。同時に富加村立富加中学校に改称する。
- 1965年（昭和40年） - 美濃加茂市の北中学校と富加中学校との統合が検討され、第一回市村両教育委員会合同協議会が開催される。
- 1968年（昭和43年）11月28 - 両校の統合が美濃加茂市、富加村の両議会で議決される。
- 1969年（昭和44年）3月31日 - 北中学校と富加中学校を統合。双葉中学校の新設により廃校。双葉中学校校舎未完成のため、旧・富加中学校校舎は双葉中学校富加教室として使用する。
- 1970年（昭和45年）9月1日 - 双葉中学校の校舎が完成し、富加教室は廃止。